# Amakusanthura koonyumae
Amakusanthura koonyumae is een pissebed uit de familie Anthuridae. De wetenschappelijke naam van de soort is voor het eerst geldig gepubliceerd in 1997 door Bamber.